# ダックス・ハーウッド
ダックス・ハーウッド（Dax Harwood、1984年6月30日 - ）はアメリカ合衆国の男性プロレスラー。カリフォルニア州北カリフォルニア出身。AEW所属。

## 来歴

### インディー団体
2004年8月、地元であるカリフォルニア州のインディー団体にてKCマクナイト（KC McKnight）のリングネームでプロレスラーデビューを果たし、WCEW（World Class Extreme Wrestling）などの団体に参戦。
2006年よりAWA加盟団体のCWFミッドアトランティック（Carolina Wrestling Federation Mid-Atlantic）に参戦するようになり、2011年10月10日にはAWA加盟団体の系列に当たるZERO1に参戦するために来日。CWアンダーソンの弟子という触れ込みで紹介され、KCアンダーソン（KC Anderson）のリングネームで出場。植田使徒と対戦するが敗戦した。
2012年よりNWA加盟団体であるRPW（Rampage Pro Wrestling）に参戦し、テレビショーでは主力として活躍。5月27日にはイベントであるMemorial Mayhemでデイビー・リチャーズとシングルマッチを行い勝利した。

### WWE

#### NXT
2012年11月、WWEとディベロップメント契約を交わし入団。スコット・ドーソン（Scott Dawson）のリングネームでトレーニングを開始し、2013年1月3日のハウスショーにてバロン・カービンとタッグを組んでコリン・キャサディ & アレクサンダー・ルセフとの試合でデビュー。4月よりギャレット・ディランとアメリカ南部出身のタッグチーム、サウザナーズ（Southerners）を結成。シルベスター・ルフォーをマネージャーに従えてタッグ戦線に乗り込むも8月9日にディランがWWEより解雇されたことによってタッグは自然消滅という形になった。ディランとのタッグ解消後、シングルレスラーに転向するも9月にルフォーがアレクサンダー・ルセフを勧誘したために再びタッグレスラーに戻り、ルセフとファイティング・リージョナーズ（The Fighting Legionnaires）なるタッグチームを結成。エンツォ・アモーレ & コリン・キャサディとの抗争を展開したが10月にルセフがディーヴァのラナに唆されてしまい、ファイティング・リージョナーズは解散となった。
2014年6月、WWEパフォーマンスセンターより昇格してきたダッシュ・ワイルダーとザ・メカニックス（The Mechanics）なるタッグチームを結成し、同月28日にNXT Liveにてリージョナーズ（シルベスター・ルフォー & マーカス・ルイス）と対戦して勝利した。7月31日、NXTにてモジョ・ローリー & ブル・デンプシーとの試合でデビューするが敗戦した。NXTデビュー後、長期間ダークマッチやジョバー的な位置で活動。
2015年7月29日、エンツォ・アモーレ & コリン・キャサディとの対戦にて序盤は試合を優位に進められるものの中盤より主導権を握るとアモーレとキャサディは仲間割れを起こしてタッグ間に軌轢を生じた隙をついてフィニッシャーであるシャッターマシーンをアモーレに決めて勝利した。11月11日、NXTタッグ王座を保持するボードビレインズ（エイデン・イングリッシュ & サイモン・ゴッチ）に挑戦。イングリッシュの膝を集中して攻撃し、終盤にはゴッチをリング外へ排除するとワイルダーのセカンドロープからのダイビングフットスタンプをイングリッシュの左膝へ決めると続けてリバース・フィギュアフォー・レッグロックで極めてギブアップをさせて勝利し、ベルトを奪取した。12月16日、Takeover Londonにてエンツォ・アモーレ & コリン・キャサディと王座戦を行う。序盤にワイルダーと2人がかりでキャサディを攻め、アモーレも長時間捕えて優勢に進める。最後にアモーレにシャッター・マシーンを決めて勝利。ベルトを防衛した。
2016年3月12日、WWE・Roadblock 2016にてエンツォ・アモーレ & コリン・キャサディと王座戦を行う。序盤よりエンツォを捕まえて優勢になるがエンツォがキャサディへのタッチに成功するとキャサディより一掃されてしまい流れが一転。ワイルダーが一方的に攻められピンチに陥り、エンツォとキャサディがスカイズ・ザ・リミットを狙ったエンツォがコーナーポストに登ったところ介入して不発させ、キャサディを場外にてシャッターマシーンを決めてエンツォを孤立させると最後にシャッターマシーンを決めて勝利した。4月1日、NXT Takeover Dallasにてアメリカン・アルファ（チャド・ゲイブル & ジェイソン・ジョーダン）とNXTタッグ王座戦を行い敗戦して王座を陥落。6月8日、NXT Takeover The Endにてアメリカン・アルファに対してリベンジマッチを行う。序盤より流れを掴まれると中盤には両者よりアンクルロックを決められるが、レフェリーの隙を突いて脱出。そしてゲイブルを捕獲すると甚振るがジョーダンにタッチされると再び流れがアメリカン・アルファに行こうとしたところに最後にシャッター・マシーンを決めて逆転勝利を収め、2度目の王座を戴冠した。

#### WWE
2017年4月3日、WWE・RAWにてワイルダーと共に登場。ニュー・デイ（ビッグ・E & エグザビアー・ウッズ with コフィ・キングストン）と対戦。終盤にウッズを相手に手こずるがウッズがオーナー・ロールを仕掛けてきたところにカウンターでシャッター・マシーンを決めて勝利。試合後にはセコンドを務めていたコフィを襲撃した。
2019年2月11日、RAWでWWEロウタッグ王者チームのチャド・ゲイブル & ボビー・ルードに挑戦。4人がリングで入り乱れる攻防からゲイブルにシャッターマシーンを決めて勝利。王座を戴冠した。6月10日、RAWでWWEロウタッグ王者チームのカート・ホーキンス & ザック・ライダーにウーソズとトリプルスレットマッチ形式の王座戦に挑む。終盤にウーソズによるスーパーキックの応酬に苦しみ、ジェイ・ウーソがライダーにダイビング・ボディ・プレスを決めると、自身が場外から割って入りジェイにフォールを奪い勝利。王座を戴冠した。
2020年4月10日、タッグパートナーであるワイルダーとともにWWEから解雇された。

### AEW
AEWと契約し、2020年5月27日放送の「AEWダイナマイト」において、ダッシュ・ワイルダー改めキャッシュ・ウィーラーと登場。新リングネームはダックス・ハーウッド（Dax Harwood）。

## 得意技

### フィニッシュ・ホールド
変形フィッシャーマンズ・DDT
フィッシャーマンズ・スープレックスの体勢から相手を抱きかかえるようにして担ぎ上げ、そのまま後方へと倒れこむことで脳天からマットに突き刺すフィッシャーマン式の変形DDT。
RAW昇格後、シングルマッチでのフィニッシャー。 ペイジの使用するランペイジと同型。
スパインバスター
NXT時代のフィニッシャー。
リバース・フィギュアフォー・レッグロック
インバーティッド・フィギュア・フォー
仰向け状態の相手の左足を捕らえて跨ぎ、右足を4の字で交差させ、そのまま相手ごと反転しながら倒れ込み、左足を極める変形裏足4の字固め。単体フィニッシャー。

### 投げ技
スリングショット・シットアウト・パワーボム
両肩に担ぎ上げた相手を旋回させてパワーボムの体勢でトップロープに目掛けて相手を当て、その反動を利用して自ら反転しながらマットに叩きつける「変形シットダウン・パワーボム」。
スリングショット・スープレックス
スーパープレックス
フラップジャック

### 関節技
インディアン・デスロック

### 打撃技
エルボー
エルボー・スタンプ
バックエルボー
バックハンド・チョップ
クローズライン
ショートアーム・クローズライン

### 連携技
マインドブレーカー
スパイク・パイルドライバー
ダッシュ・ワイルダーとの連携技。
自身がパイルドライバーの体勢で抱え上げ、ワイルダーが相手の両足を掴んで叩きつける。
ビッグリグ
ダッシュ・ワイルダーとの合体技。
自身が相手をフラップジャックの体勢で担ぎ上げ、そこへキャッシュ・ウィーラーが両膝を押し当てる形で飛び付いて背面から倒れ込み、両膝に相手の顔面を打ち付けるツープラトン式の変形コード・ブレイカー。
WWE時代は、シャッターマシーン、AEW時代初期は、グッドナイト・エクスプレスの技名で使用していた。

## タイトル歴
WWE
- WWEロウタッグ王座 : 2回

w / ダッシュ・ワイルダー
- スマックダウンタッグ王座 : 1回

w / ダッシュ・ワイルダー
- 24/7王座 : 1回

w / ダッシュ・ワイルダー
- NXTタッグ王座 : 2回

w / ダッシュ・ワイルダー
AEW

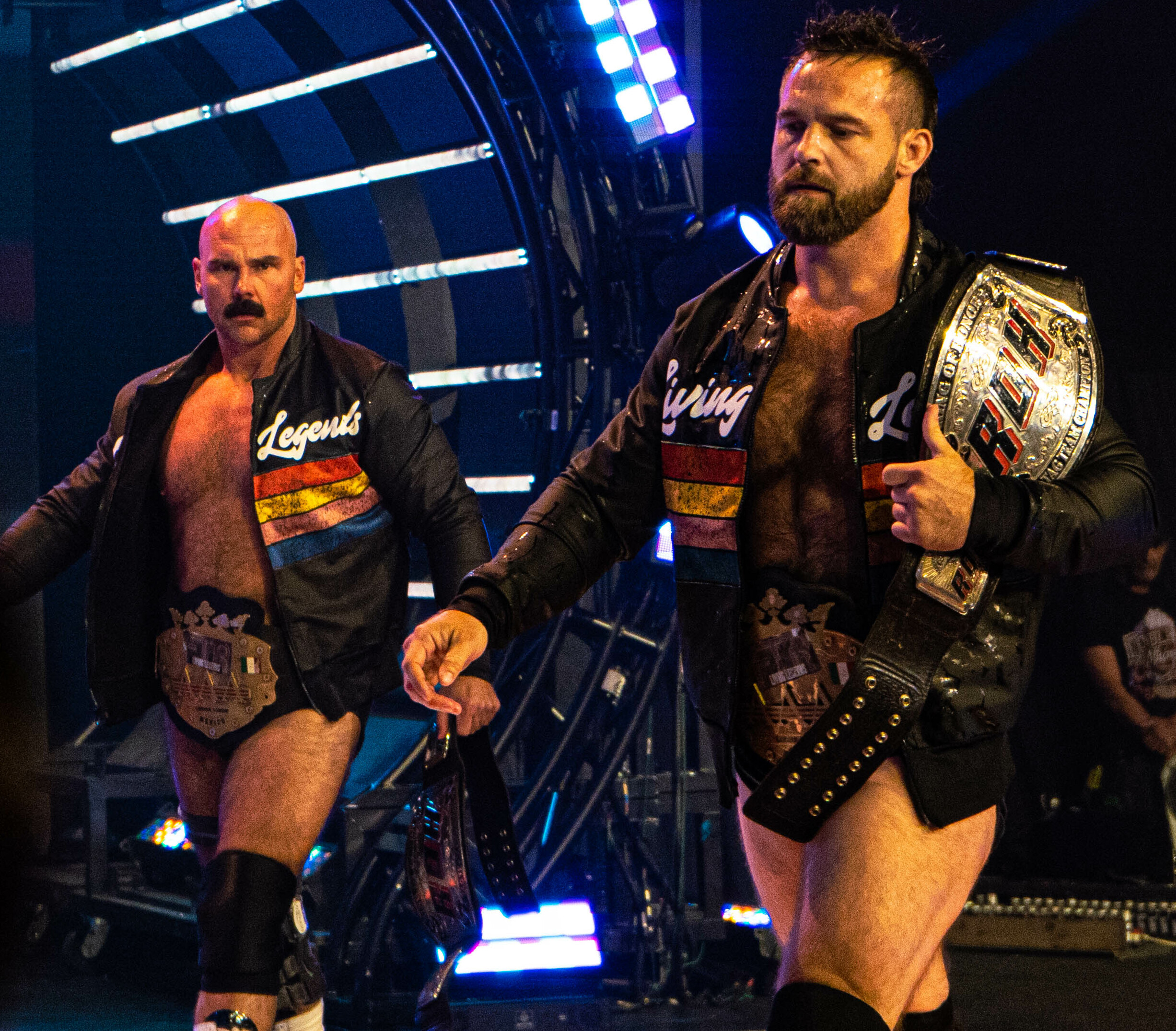

- AEW世界タッグ王座：2回（第3・11代）

w / キャッシュ・ウィーラー
ROH
- ROH世界タッグ王座 : 1回（第63代）

w  / キャッシュ・ウィーラー
新日本プロレス
- IWGPタッグ王座 : 1回（第96代）

w  / キャッシュ・ウィーラー
AAA
- AAA世界タッグチーム王座 : 1回（第25代）

w  / キャッシュ・ウィーラー
ACPW
- ACPWヘビー級王座 : 1回

## 入場曲
- Darkside of TR
- Southern Proud
- Down South
- Bad Attitude